# My Hero Academia: Heroes Rising
Pour les articles homonymes, voir My Hero Academia (homonymie).
 (juillet 2020).
My Hero Academia: Heroes Rising (僕のヒーローアカデミア THE MOVIE ヒーローズ:ライジング, Boku no Hīrō Akademia THE MOVIE: Hīrōzu: Raijingu) est un film d'animation japonais réalisé par Kenji Nagasaki et sorti le 20 décembre 2019 au Japon et le 20 août 2020 en France.
Il s'agit du 2e film tiré du manga My Hero Academia de Kōhei Horikoshi après My Hero Academia: Two Heroes (en) (2018). Il a été diffusé en avant première au Grand Rex le 18 août 2020. L'action de ce second métrage se déroule entre la saison 4 et 5 de l'animé. Il totalise plus de 12 millions US$ de recettes au box-office japonais de 2019, ce qui est beaucoup moins que le précédent volet qui avait atteint les 27 millions US$ de recettes.

## Synopsis
L'Alliance des super-vilains est poursuivie par Endeavor et Hawks alors qu'elle transportait une mystérieuse cargaison à bord d'un camion. Le véhicule est détruit au cours de l'intervention et les membres présent à son bord disparaissent grâce à un de leur Alter. Nine, le méchant qui était convoyé par l'Alliance, s’échappe et retrouve son équipe. Ceux-ci souhaite créer une société où seuls les plus forts gouvernent.
Dans le même temps, la classe de seconde A de Yuei a été envoyée sur l'île isolée de Nabu dans le but de parfaire leur formation. Là, Izuku Midoriya et Katsuki Bakugo, découvrent que Katsuma, un jeune enfant de la localité, souhaite devenir un héros, mais, sa sœur Mahoro, jugeant que son Alter n'est pas adapté à l'action, cherche à l'en dissuader. Pendant ce temps, leur père, qui possède un Alter de régénération cellulaire, est attaqué par Nine et sa bande. Ce-dernier, cherche a s'emparer de pouvoir de guérison afin de contrôler les différents Alter qu'il a voler sans subir des contrecoups sur son état de santé. Cependant, il s'avère que l’Alter en question est incompatible avec son groupe sanguin. Nine et ses acolytes partent alors à la recherche des enfants de l'homme qu'il a attaqué afin de s’accaparer de le pouvoir tant désiré.
Arrivés sur l'île, ils détruisent tous les navires et les moyens de communication. La classe de seconde A est informée de l'invasion et se sépare pour arrêter les méchants et escorter les habitants en lieu sûr. Nine trouve finalement les enfants et confirme que Katsuma possède bien le pouvoir qu'il convoite. Midoriya arrive à s'interposer avant qu'il ne puisse le dérober, mais, ni lui ni Bakugo ne sont de taille contre sa force. Malgré tout, ils réussissent à le faire battre en retraite en raison d'une utilisation excessive de ses Alters.
Profitant de ce répit, la classe de seconde A se regroupe et décide de protéger Katsuma et les habitants en attendant l'arrivée de renforts. La résistance s'organise dans les anciennes ruines d'un château et profite du lieu pour diviser ses ennemies. Tous les sbires de Nine sont neutralisés, à l'exception de lui même qui avance inexorablement vers le petit garçon. Pris de désespoir Midoriya fait don du One For All à Bakugo afin de venir à bout de leur adversaire.
Alors que les renforts arrivent, All Might trouve Bakugo et Midoriya inconscients. Il se rend compte que le One For All à décider que Midoriya en reste le digne propriétaire. Ailleurs sur l'île, Tomura Shigaraki, retrouve Nine et le tue.
L'île étant en partie détruite, la classe décide de passer le reste de son temps à réparer les dommages causés avant de rentrer chez elle.

## Distribution
| Personnages              | Personnages              | Voix japonaises (version originale) | Voix françaises       |
| ------------------------ | ------------------------ | ----------------------------------- | --------------------- |
| Izuku Midoriya           | Izuku Midoriya           | Daiki Yamashita                     | Bastien Bourlé        |
| Katsuki Bakugō           | Katsuki Bakugō           | Nobuhiko Okamoto                    | Emmanuel Rausenberger |
| Toshinori Yagi/All Might | Toshinori Yagi/All Might | Kenta Miyake                        | Julien Chatelet       |
| Ochako Uraraka           | Ochako Uraraka           | Ayane Sakura                        | Clara Soares          |
| Tenya Iida               | Tenya Iida               | Kaito Ishikawa                      | Christophe Seugnet    |
| Shoto Todoroki           | Shoto Todoroki           | Yūki Kaji                           | Bruno Méyère          |
| Yūga Aoyama              | Yūga Aoyama              | Kōsuke Kuwano                       | Grégory Laisné        |
| Tsuyu Asui               | Tsuyu Asui               | Aoi Yūki                            | Valérie Bachère       |
| Momo Yaoyorozu           | Momo Yaoyorozu           | Marina Inoue                        | Marie Nonnenmacher    |
| Mezō Shōji               | Mezō Shōji               | Masakazu Nishida                    | Emmanuel Rausenberger |
| Eijiro Kirishima         | Eijiro Kirishima         | Toshiki Masuda                      | Charles Mendiant      |
| Mina Ashido              | Mina Ashido              | Eri Kitamura                        | Caroline Combes       |
| Tōru Hagakure            | Tōru Hagakure            | Kaori Nazuka                        | Valérie Bachère       |
| Kyōka Jirō               | Kyōka Jirō               | Kei Shindō                          | Mélanie Anne          |
| Minoru Mineta            | Minoru Mineta            | Ryō Hirohashi                       | Marie Nonnenmacher    |
| Denki Kaminari           | Denki Kaminari           | Tasuku Hatanaka                     | Alan Aubert-Carlin    |
| Fumikage Tokoyami        | Fumikage Tokoyami        | Yoshimasa Hosoya                    | Charles Mendiant      |
| Mashirao Ojiro           | Mashirao Ojiro           | Kosuke Miyoshi                      | Bruno Méyère          |
| Hanta Sero               | Hanta Sero               | Kiyotaka Furushima                  | Grégory Laisné        |
| Kōji Kōda                | Kōji Kōda                | Takuma Nagatsuka                    | Arnaud Laurent        |
| Rikidō Satō              | Rikidō Satō              | Tōru Nara                           | Charles Mendiant      |
| Shōta Aizawa/Eraserhead  | Shōta Aizawa/Eraserhead  | Junichi Suwabe                      | Emmanuel Gradi        |
| Nezu                     | Nezu                     | Yasuhiro Takato                     | Jean-Pierre Leblan    |
| Tomura Shigaraki         | Tomura Shigaraki         | Kōki Uchiyama                       | Jean-Pierre Leblan    |
| Enji Todoroki/Endeavor   | Enji Todoroki/Endeavor   | Tetsu Inada                         | Frédéric Souterelle   |
| Hawks                    | Hawks                    | Yuichi Nakamura                     | Nicolas Dussaut       |
| Crématorium (Dabi)       | Crématorium (Dabi)       | Hiro Shimono                        | Arnaud Laurent        |
| Himiko Toga              | Himiko Toga              | Misato Fukuen                       | Caroline Combes       |
| Mahoro Shimano           | Mahoro Shimano           | Tomoyo Kurosawa                     | Charlotte Hennequin   |
| Katsuma Shimano          | Katsuma Shimano          | Yuka Terasaki                       | -                     |
| Nine                     | Nine                     | Yoshino Inoue                       | Jean-Marco Montalto   |
| Kiruka Hasaki            | Kiruka Hasaki            | Mio Imada                           | Pascale Chemin        |
| Hoyo Makihara            | Hoyo Makihara            | Kōsuke Toriumi                      | Simon Herlin          |